# Dese (fiume)
Il Dese (Dexe /ˈdeze/ in veneto) è un fiume di risorgiva del Veneto centrale.

## Percorso
Il Dese nasce da risorgive in località Brentanella, appena più a nord di Resana e non lontano dalle sorgenti di Sile, Marzenego, Draganziolo e Zero. Raggiunge subito una ragguardevole portata grazie alla confluenza dei vari canali di bonifica (in particolare Musoncello e Musonello) derivati dal cosiddetto nodo idraulico di Castelfranco Veneto, a sua volta alimentato dal torrente Musone. Per questo motivo, il fiume risulta arginato sin quasi dalle sorgenti.
Presenta acque lente e torbide che attraversano, nell'ordine, i comuni di Resana, Piombino Dese, Trebaseleghe, Scorzè, Martellago, Venezia e Mogliano Veneto. Rientrato nuovamente in comune di Venezia, dopo la confluenza dello Zero si diparte una sua diramazione, il canale di Santa Maria, che lo mette in comunicazione con il canale Siloncello e quindi con il Silone. Sfocia poco più avanti nella Laguna Veneta, presso la palude di Cona.
In laguna è prolungato dal canale Dese che termina nel canale Silone, a sua volta prolungamento del Sile.
Il fiume ha subito una forte antropizzazione: il suo corso è stato canalizzato sin quasi alla sorgenti, inoltre il naturale flusso delle acque è alterato da una quindicina di sbarramenti, corrispondenti ad altrettanti antichi mulini.

## Storia

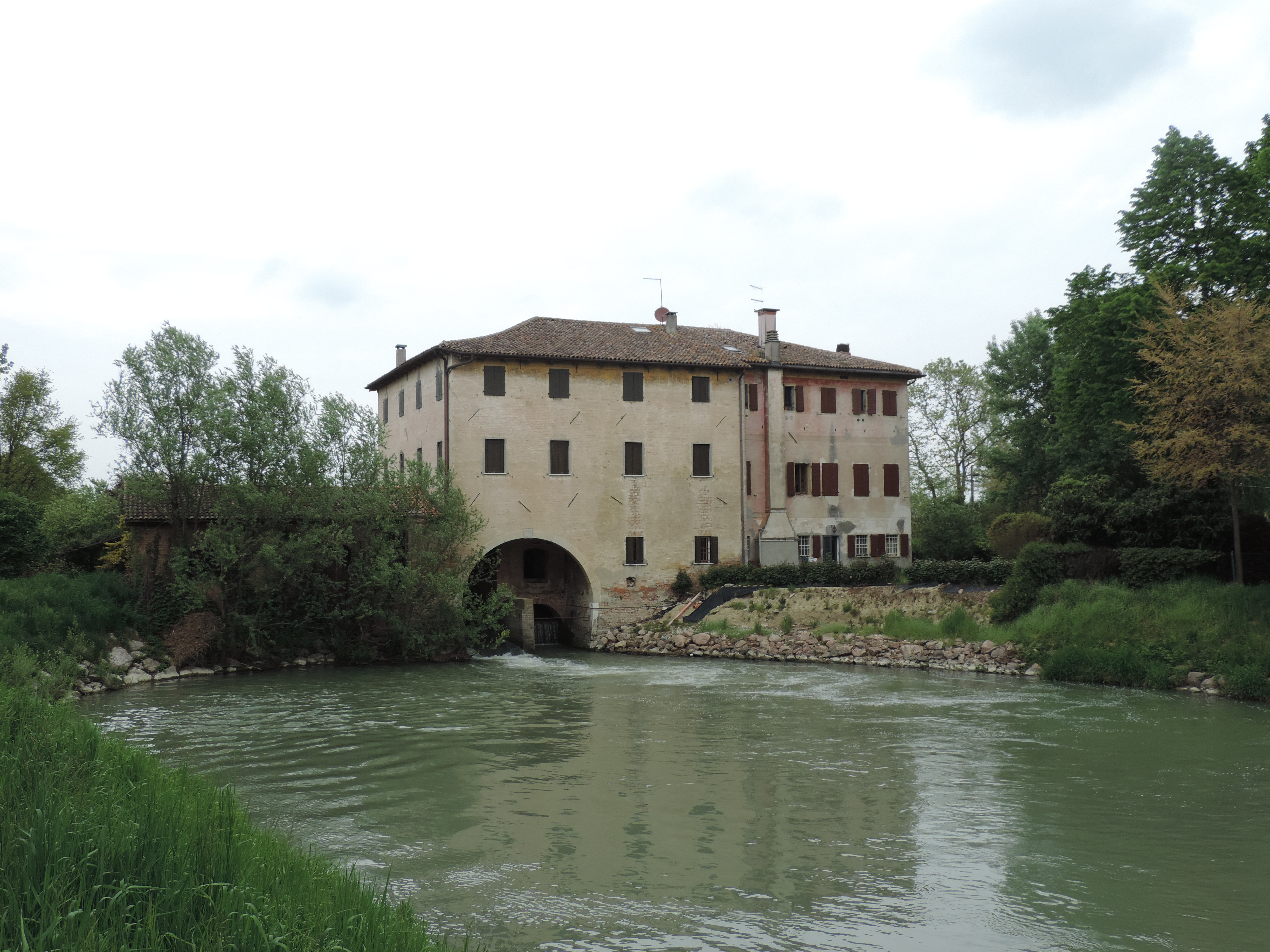
Il fiume Dese all'altezza del mulino Turbine

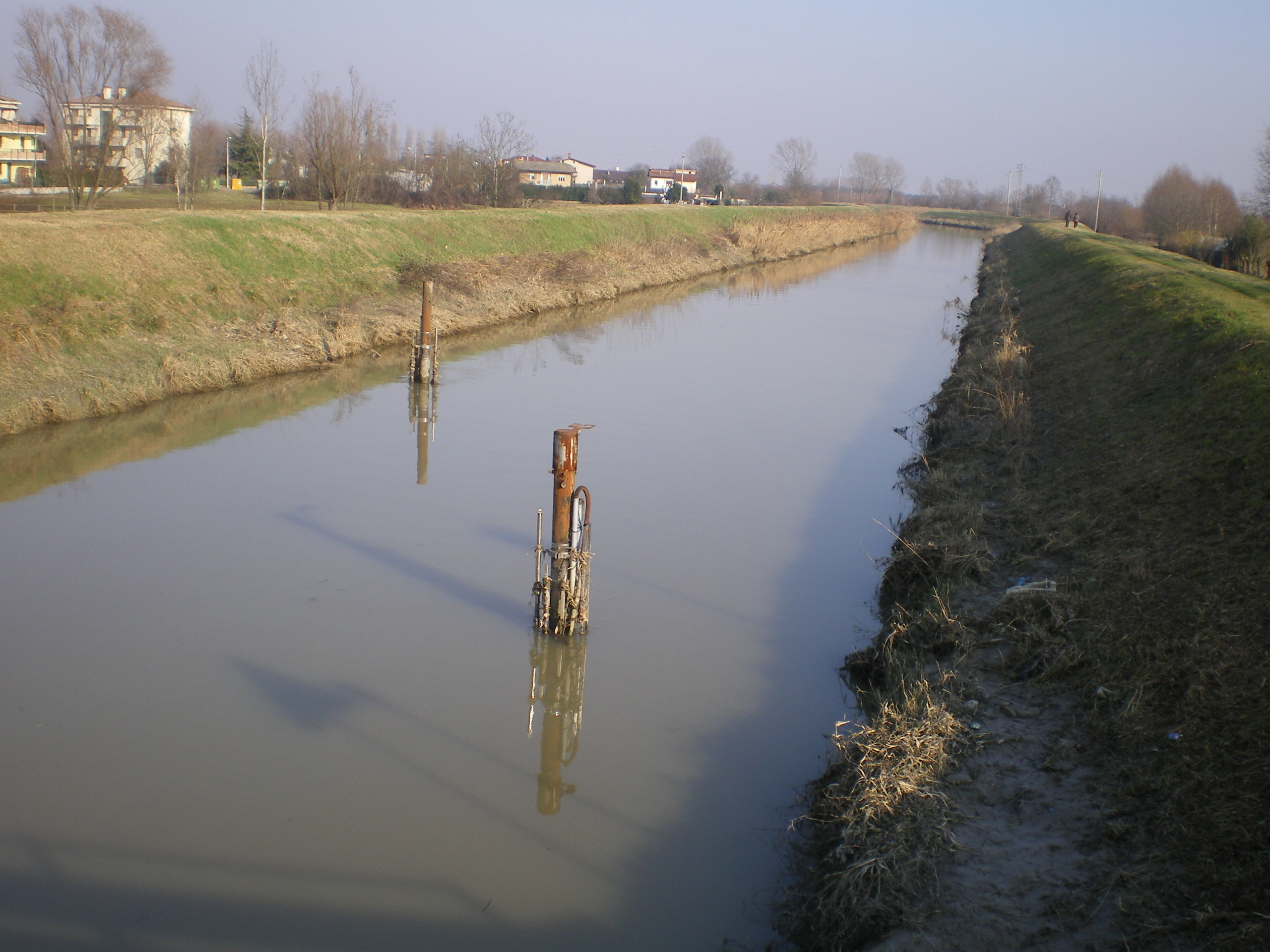
Il Dese presso l'abitato omonimo.

È un diploma di Ottone I del 24 maggio 972 a menzionare per la prima volta il fiume, riportandolo come Diso. Altrove si ritrovano anche le forme Deso (1152), Dise e Desium. L'ipotesi etimologica più probabile fa derivare il toponimo dall'antico nome tedesco Teuzo (analogamente alla brianzola Desio). Gli storici più antichi, come Jacopo Filiasi, identificano il Dese con l'Eridesium in cui, secondo il mito greco, sarebbe precipitato Fetonte. Ulteriori teorie suggeriscono un'origine preromana, probabilmente paleoveneta.
Il basso corso ha subito diverse modificazioni a causa del mutevole ambiente lagunare. Pare che l'attuale foce occupi quella che era una delle bocche dell'estuario del Sile. Inoltre, una mappa settecentesca indica il canale di Santa Maria come canal detto Rotta del Dese, segno che esso si sia originato da un cedimento dell'argine; questa "rotta" dovrebbe essere avvenuta nella seconda metà del XIII secolo, infatti viene attestata solo dall'inizio del XIV secolo.
La sua importanza crebbe durante il dominio della Serenissima che ne modificò il corso e istituì il Consorzio Dese, più tardi Consorzio di bonifica Dese-Sile. Quest'ultimo è stato di recente assorbito dal Consorzio di bonifica Acque Risorgive.

## Mulini

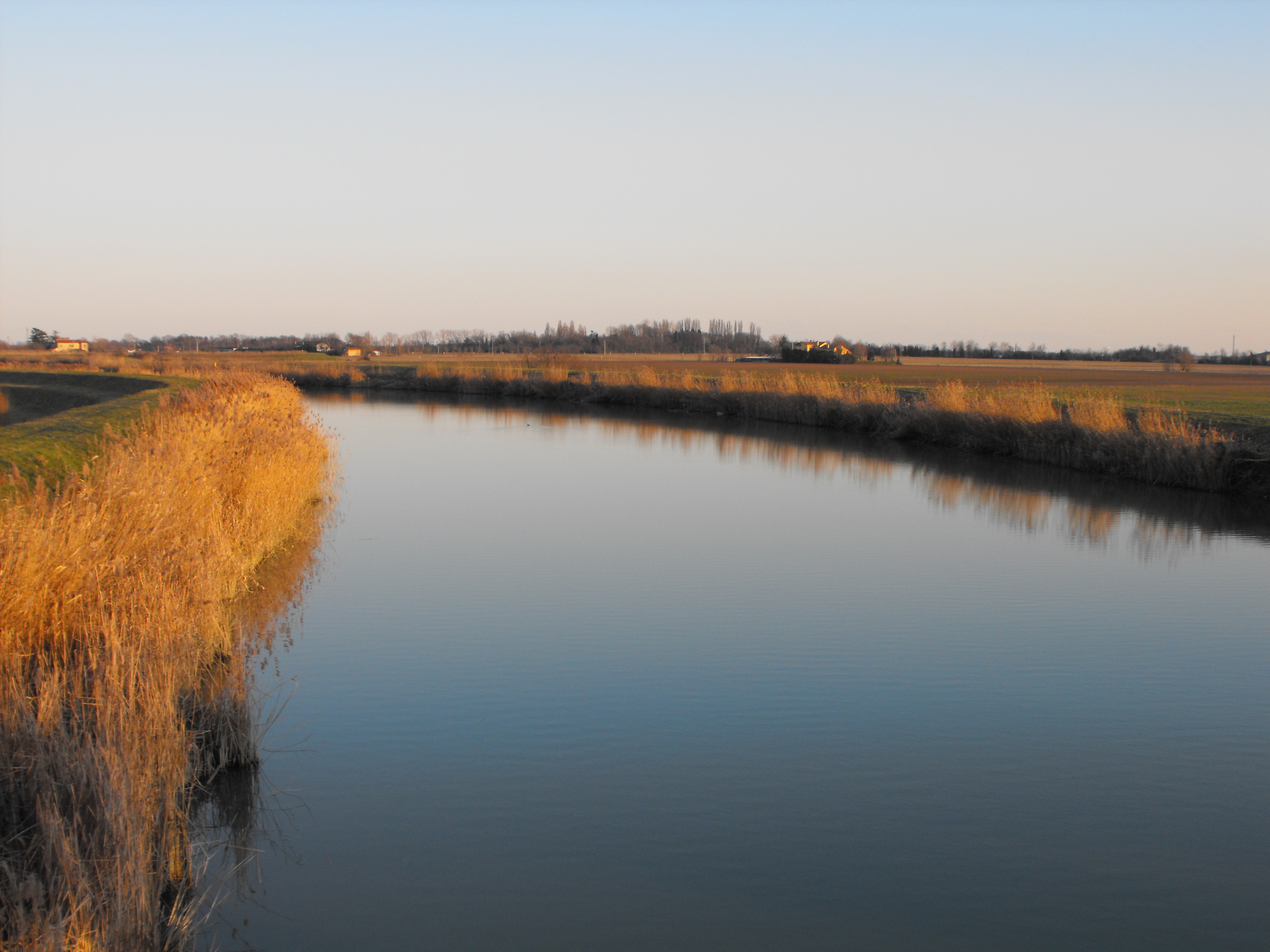
Il Dese tra Zuccarello e Ca' Noghera, ormai prossimo alla foce.

L'importanza di questo corso d'acqua è testimoniata dai numerosissimi mulini che sono stati costruiti sin dal medioevo ed in particolare dopo la metà del Cinquecento sulle sue sponde. Attualmente restano ancora:
- Mulino Zatta, Resana
- Mulino Zanini, località Zanganili di Piombino Dese
- Mulino Gumirato, località Silvelle di Trebaseleghe
- Mulino Dotto, Silvelle di Trebaseleghe
- Mulino Zanini detto "Vecchio", località Sant'Ambrogio di Trebaseleghe
- Mulino Bellato, Sant'Ambrogio di Trebaseleghe
- Mulino Zuccarato, poi Segheria Barbiero, Sant'Ambrogio di Trebaseleghe
- Mulino Duini, nell'omonima via di Sant'Ambrogio di Trebaseleghe
- Mulino Todori, Scorzè[7]
- Mulino Pamio ora Michieletto, Scorzè[7]
- Mulino Bonotto, Scorzè[7]
- Mulino Pavanetto ora Cosma, località Cappella di Scorzè
- Mulino Vidali detto "sopra Dese", Martellago
- Mulino "delle Bambane" o "Orso Bianco", Martellago
- Mulino Cagnin, località Tarù di Venezia
- Mulino Marcello, località Tarù di Venezia
- Mulino "Turbine", località Marignana di Mogliano Veneto

## Affluenti
- Da sinistra: Rio Musoncello, Rio Bianco, Rio Storto, Rio San Martino, Rio Desolino, Scolo Pianton, Fossa Storta, Collettore Sotto Dese, Fiume Zero.
- Da destra: Trego, Canale Osellino